# الحرب الفارسية التركية الثالثة
كانت الحرب الفارسية التركية الثالثة هي الصراع الثالث والأخير بين الإمبراطورية الساسانية والخاقانات التركية الغربية. وعلى عكس الحربين السابقتين، لم تحدث الحرب في آسيا الوسطى، ولكن في القوقاز. بدأت الأعمال العدائية في عام 627 ميلادي من قبل الخاقان تونغ يابغو خاقان خاقانية الترك الغربية والإمبراطور هرقل من الإمبراطورية الرومانية الشرقية. في مقابلهم كان الفرس الساسانيون المتحالفون مع الآفار. حدثت الحرب على خلفية الحرب البيزنطية الساسانية الأخيرة وكانت بمثابة مقدمة للأحداث الدرامية التي غيرت ميزان القوى في الشرق الأوسط لعدة قرون قادمة (معركة نينوى، والفتح الإسلامي لبلاد فارس).

## الخلفية
بعد الحصار الأول للقسطنطينية من قبل الأفار والفرس، وجد الامبراطور البيزنطي هرقل المحاصر نفسه معزولًا سياسيًا. لم يستطع الاعتماد على الحكام المسيحيين الأرمن المسيحيين في منطقة القوقاز، الذين وصفتهم الكنيسة الأرثوذكسية بالهرطقة، ولا حتى ملك إيبيريا الذي فضل إقامة علاقات صداقة مع الفرس المتسامحين دينيًا. وعلى هذه الخلفية الكئيبة، وجد هرقل حليفًا طبيعيًا في تونغ يابغو. وفي وقت سابق من عام 568، كان الأتراك تحت حكم إستامي قد تحولوا إلى بيزنطة عندما توترت علاقاتهم مع بلاد فارس بسبب قضايا التجارة. أرسل إستامي سفارة قادها الدبلوماسي من الصغدياني مانيا مباشرة إلى القسطنطينية، والتي وصلت عام 568، وعرضت ليس فقط الحرير كهدية لجستين الثاني، ولكنها اقترحت أيضًا تحالفا ضد الساسانيين الفرس. وافق جستين الثاني وأرسل سفارة إلى الخانات التركية، مما يضمن تجارة الحرير الصينية المباشرة التي يريدها الصغديون.
في عام 625، أرسل هرقل إلى السهوب مبعوثه، أندرو، الذي وعد الخاقان ببعض «الثروات المذهلة» في مقابل المساعدة العسكرية. كان الخاقان، من جانبه، حريصًا على تأمين التجارة الصينية البيزنطية على طول طريق الحرير، الذي كان قد عرقله الفرس في أعقاب الحرب الفارسية التركية الثانية. لقد بعث الخاقان برسالة إلى الإمبراطور «سأنتقم من أعدائك وسآتي مع قواتي الشجاعة لمساعدتكم». قاتلت وحدة من 1000 فارس في طريقهم عبر القوقاز الفارسي وسلمت رسالة الخاقان إلى المعسكر البيزنطي في الأناضول.

## حصار دربند

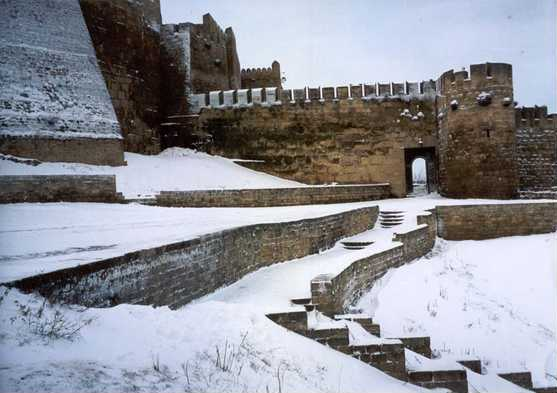
القلعة الساسانية في دربند.

في وقت مبكر من عام 627، اقترب الكوكتورك وحلفاؤهم الخزر من بوابات بحر قزوين في دربند. كان هذا المعقل المبني حديثًا هو البوابة الوحيدة لأرض أغفانيا الخصبة (أذربيجان الحديثة). يلاحظ ليف غوميليوف أن ميليشيا أغفانيا المسلحة تسليحًا خفيفًا لم تكن ضد جحافل سلاح الفرسان الثقيل بقيادة تونغ يابغو. اقتحمت قواته دربند واحتشدت فوق أغفانيا، ونهبتها تمامًا. لقد وصف المؤرخ الأرمني ينقل موسفيس كاغانكاتفاتسي سقوط ونهب دربند بالتفصيل، ويُعتقد أنه كان شاهد عيان على الحدث:
| الحرب الفارسية التركية الثالثة | عند وصول البلاء القوي الذي يواجهنا، اصطدم الأتراك، مثل الأمواج في البحر، بالحدران ودمروها إلى أساسها. في [في بارتاو]، وعند رؤية التهديد الرهيب الذي يشكله هذا الحشد القبيح البشع الحقير ذوو الوجوه العريضة بدون الرموش وشعرهم الطويل المتدفق مثل النساء، فقد تم شعر السكان بالرعب الشديد. لقد أصابهم الرعب أكثر عندما رأو الرماة الأقوياء [الخزر]، قد تساقطت سهامهم عليهم مثل حجارة البرد الثقيلة، وكيف سقطوا عليهم [الخزر] مثل الذئاب المفترسة التي فقدت كل عار، وذبحوهم بلا رحمة في شوارع وساحات المدينة. لم ترحم عيونهم الجميل ولا الوسيم والشباب ولا الشابات. لم يشفقوا حتى على غير المناسبين، والمتضررين، والعرج ولا كبار السن؛ لم يكن لديهم شفقة ولم تتقطع قلوبهم عند رؤية الأطفال وهم يعانقون أمهاتهم المقتولات؛ على العكس فقد كانوا يرضعون الدم من صدروهم مثل الحليب. | الحرب الفارسية التركية الثالثة |

أثار سقوط القلعة التي كانت تعتبر منيعة الذعر في جميع أنحاء البلاد. انسحبت القوات الأغفانية إلى عاصمتها بردعة، من حيث وصلوا لجبال القوقاز. لقد وصل لهم الكوكتورك والخزار بالقرب من قرية كالانكاتيك، حيث تم قتلهم أو أسرهم. فرض الفاتحون على أغفانيا نظامًا ثقيلًا من الضرائب، وفقًا لما أورده موفيس:
| الحرب الفارسية التركية الثالثة | عاث سيد الشمال خرابًا في جميع أنحاء البلاد. لقد أرسل حراسه للتعامل مع الحرفيين من جميع الأنواع، وخاصة أولئك المهرة في غسل الذهب، واستخراج الفضة والحديد، وكذلك صنع المواد النحاسية. فرض رسومًا على الصيادين والبضائع من نهري كورا وآراس العظيمين، بالإضافة إلى الدراخما التي كانت تفرضها السلطات الفارسية تقليديًا. | الحرب الفارسية التركية الثالثة |

## حصار تبليسي

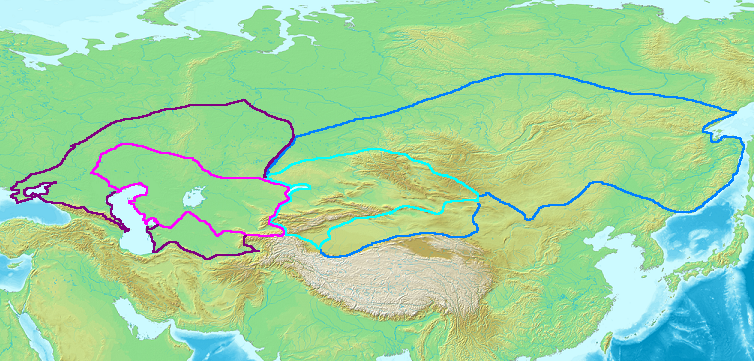
خاقانات الكوكتورك في ذروتها، تقريبًا عام 600 ميلادي:
الكوكتورك الغربية: المنطقة الفاتحة هي منطقة حكم مباشر، بينما تظهر المناطق المظلمة منطقة نفوذ.
الكوكتورك الشرقية: المنطقة الفاتحة هي منطقة حكم مباشر، بينما تظهر المناطق المظلمة منطقة نفوذ

الهدف التالي من الهجوم التركي البيزنطي كانت مملكة إيبيريا، التي كان حاكمها ستيفانوس أحد روافد كسرى الثاني. وعلى حد تعبير موفسيس كاغانكاتفاتسي، حاصر الخزر مدينة تبليسي التجارية الشهيرة والرائعة"، حيث انضم إليهم الإمبراطور هرقل مع جيشه العظيم.
التقى هرقل وتونغ يابغو (المسمى زيبيل في المصادر البيزنطية) تحت جدران ناريكالا. ركب يابغو حتى الإمبراطور، وقبل كتفه وانحنى. في المقابل، عانق هرقل الحاكم البربري، ودعاه ابنه، وتوّجه بالإكليل الخاص به. وخلال عيد قادة الخزر التالي تلقى هدايا وافرة في شكل أقراط وملابس، في حين وُعد يابغو بتزويجه ابنة الإمبراطور، إودكسيا إيبيفانيا.
لقد استمر الحصار دون إحراز تقدم كبير، وقد تخلله عمليات تجريف متكررة من جانب المحاصرين؛ أودى أحد هذه بحياة ملكهم. بعد شهرين تراجع الخزر إلى السهوب، ووعدوا بالعودة بحلول الخريف. ترك تونغ يابغو الشاب بوري شاد، وهو إما ابنه أو ابن أخيه، مسؤولًا عن الأربعين ألفًا المتبقية التي كانت لمساعدة هرقل أثناء الحصار. سرعان ما غادر هؤلاء أيضًا، تاركين البيزنطيين ليواصلوا الحصار بمفردهم ويثيرون غضب المحاصرين.
عندما أشار الجورجيون بسخرية إلى الإمبراطور باسم «الماعز»، في إشارة إلى زواجه المحارمي، استذكر هرقل مقطعًا من سفر دانيال حول الكبش ذو القرنين الذي أطاح به التيس ذو القرن الواحد. لقد فسر هذا كعلامة جيدة وانطلق جنوبًا ضد بلاد فارس. وفي 12 ديسمبر 627، ظهر على ضفة دجلة واشتبك مع القوات الفارسية بالقرب من أنقاض نينوى. في يناير خرب هرقل ضواحي العاصمة الفارسية طيسفون، مما يشير إلى حدوث تغير في العلاقات الفارسية البيزنطية.

## الخاتمة
بعد انتصار هرقل، سارعت تونغ يابغو لاستئناف حصار تبليسي واقتحم المدينة بنجاح في فصل الشتاء. يروي موسفيس: «مع رفع سيوفهم، تقدموا على الجدران، وتسلق كل هذا الجمع، فوق أكتاف بعضهم البعض، ورفعوا فوق الجدران. سقط ظل أسود على مواطنين متقلدين. لقد هُزموا وفقدوا أرضهم». ومع أن الجورجيين استسلموا دون مزيد من المقاومة، فقد تم نهب المدينة وتم ذبح مواطنيها. تعرض الحاكم الفارسي والأمير الجورجي للتعذيب حتى الموت في حضور تونغ يابغو.
لم يتفوق الكوكتورك، المشهورين بخبرتهم في القتال اليدوي، مطلقًا في مجال الحصار. لهذا السبب يعزو غوميليف الاستيلاء على تبليسي إلى الخزر. هناك أسباب وجيهة للاعتقاد بأن هذا النجاح شجع تونغ يابغو على تصاميم أكبر. في هذه المرة، خطط لدمج أغفانيا في خاقاناته، بدلًا من شن حملة نهب عادية. أمر بوري شاد وجنرالاته قبل العودة إلى سوياب، ب«الحفاظ على حياة الحكام ونبلاء تلك الأرض، بقدر ما خرجوا لمقابلة ابني والاستسلام لحكمي والتنازل عن مدنهم وقلاعهم وتجارتهم لقواتي».
تشير هذه الكلمات إلى أن تونغ يابغو كان حريصًا على الاحتفاظ بالسيطرة على الجزء الغربي من طريق الحرير، حيث شدد قبضته على الأجزاء الأخرى على طول الطريق شرقًا إلى الصين. في أبريل 630، صمم بوري شاد على توسيع سيطرته على منطقة القوقاز وأرسل لجنراله تشوربان طرخان ما لا يقل عن 30 ألف من سلاح الفرسان لغزو أرمينيا. وباستخدام حيلة مميزة للمحاربين الرحل، نصب تشوربان طرخان كمينًا وقضى على قوة فارسية قوامها 10 الآف فرد أرسلهم شهربراز لمواجهة الغزو. عرف الأتراك أن رد الفعل الساساني سيكون قاسيًا، لذلك نهبوا المدن وسحبوا قواتهم إلى السهوب.